# Carlo Alfieri di Sostegno
Le marquis Carlo Alfieri di Sostegno (né à Turin, le 30 septembre 1827 – mort à Florence, le 18 décembre 1897) est  un homme politique italien du XIXe siècle, qui fut un patriote de l'Unité italienne du royaume de Sardaigne. Il est élu successivement député des collèges d'Alba, d'Aoste, et de Port-Maurice.

## Famille
Il est le fils de Cesare Roberto Alfieri, sénateur et de Luisa Irene Costa Carci della Trinità. 
Il épouse successivement, Ernestina Doria, et Giuseppina Benso di Cavour, nièce de Camillo Benso, comte de Cavour.

## Biographie
Carlo Alfieri di Sostegno diplômé à l'université de Turin, député en 1857 et sénateur à partir de 1870, fonde en 1874 l'Institut des sciences sociales (Istituto di scienze sociali) de Florence. Il est un membre très influent à la chambre des députés de Turin.

## Distinctions
- Ordre des Saints-Maurice-et-Lazare
  - Grand officier le 1er juin 1879
  - Grand cordon le 11 janvier 1885
- Ordre de la Couronne d'Italie
  - Chevalier
  - Grand officier
- Grand officier de l'ordre national de la Légion d'honneur (France)